# Traugott Vogel
Traugott Vogel (* 27. Februar 1894 in Zürich; † 31. Januar 1975 ebenda) war ein Schweizer Schriftsteller und Pädagoge.

## Leben und Werk
Traugott Vogel wurde in Zürich-Wiedikon als Sohn eines Gemüsegärtners geboren. Er studierte nach der Matura an den Universitäten Zürich, Genf und Berlin Germanistik. Dann besuchte er die Lehramtsschule in Zürich und war in der Folge vierzig Jahre – mit Urlaubsunterbrüchen – Volksschullehrer, zuletzt in Zürich-Letten. Dieser Tätigkeit verdankten vielgelesene Jugendbücher ihr Entstehen, wie z. B. Die Spiegelknöpfler, Der Engelkrieg oder Der rote Findling, aber auch eine ganze Reihe Theater- und Puppenspiele, die ihn zu einem Pionier des Schultheaters machten, das er als wichtige pädagogische Bereicherung des Unterrichts propagierte.
«Die fast tragische Lust am Erzählen» liess ihn nie los und so entstand neben der Arbeit mit den Kindern ein umfangreiches Werk für Erwachsene: Romane und Erzählungen, publizistische Beiträge in Zeitungen und Zeitschriften, Hörspiele und Mundartliteratur.
Schon sein Erstling Unsereiner liess aufhorchen, man sprach von einem neuen schweizerischen Verismus; hier schilderte einer weder Grossstadt noch heile «Dörfliwelt», sondern Vorstadt-Landschaft von Lehm, Kiesgruben und Ried. Das literarische Interesse für diese Zwischenwelt war neu. Nach Ich liebe, du liebst folgten Der blinde Seher, einer der seltenen schweizerischen Zeitromane aus den Zwanzigerjahren, Anna Foor und als letzter Roman Die verlorene Einfalt, Erfahrungen und Bekenntnisse eines Lehrers. Traugott Vogel stand mit seinem erzieherischen Anliegen, das sein ganzes Werk durchzieht, nicht allein in der schweizerischen Literatur, sondern setzte eine seit Pestalozzi gepflegte Tradition fort. 1975 erschien postum Vogels letztes Buch Leben und Schreiben, ein Rückblick auf «achtzig reiche magere Jahre».
Traugott Vogel war auch bedeutend als Schriftstellerfreund und Förderer junger Autoren. Viele erfuhren seine Unterstützung, so Albin Zollinger, Erika Burkart oder Ludwig Hohl, für dessen finanzielle Unterstützung und literarische Anerkennung er sich unermüdlich einsetzte. Verdienste erwarb er sich auch während des Zweiten Weltkriegs, als er manchen vom NS-Regime Verfolgten, die in Zürich gestrandet waren, Hilfe leistete, wie z. B. Lisa Tetzner und ihrem Mann Kurt Kläber (Kurt Held). Eine Leistung besonderer Art waren die 77 Hefte der Reihe Der Bogen, die Vogel 1950–1964 im St. Galler Tschudy Verlag herausgab und in denen eine ganze Reihe später bekannt gewordener Schweizer Autoren eine erste Publikationsmöglichkeit erhielten, darunter Erika Burkart, Hans Boesch, Ernst Eggimann, Klaus Merz, Jürg Schubiger und Jörg Steiner.
Sein Nachlass befindet sich im Schweizerischen Literaturarchiv in Bern.

## Auszeichnungen
- 1923: Ehrengabe der Martin Bodmer-Stiftung
- 1948: Grosser Literaturpreis der Stadt Zürich
- 1949: Schweizerischer Jugendbuchpreis

## Werke

### Romane und Erzählungen
- Unsereiner. Roman, 1924
- Ich liebe, du liebst. Roman, 1926
- Der blinde Seher. Roman, 1930
- Leben im Grund oder Wehtage der Herzen. Roman, 1938
- Nachtschatten. 2 Erzählungen, 1940
- Anna Foor. Roman, 1944
- Das Alpinum. Erzählung, 1949
- Schuld am Glück. Erzählungen, 1951
- Flucht ins Leben. Erzählungen, 1961
- Die verlorene Einfalt. Bekenntnisse eines Lehrers. Roman, 1964

### Jugendliteratur
- Peter Zupf. Erzählungen, 1921
- Die Tore auf! Märchen, 1927
- Zirkus Juhu oder Tiermensch und Menschentier. Puppenspiel, 1928
- Elastikum der Schlangenmensch. 4 Geschichten, 1933
- Spiegelknöpfler. Geschichte eines Jugendklubs, 1932 (Bd. 1), 1934 (Bd. 2) und 1942
- Der Engelkrieg. 1939
- Augentrost und Ehrenpreis. Geschichten, 1944
- Der rote Findling. Erzählung, 1955

### Mundart
- De Baschti bin Soldate. Sächs Pletter ab em Gschichtebaum. 1942
- Vaterland und Muttersprache. Ein Wort zum Preise der Mundart. 1944
- De Läbesbaum. Gschichten us em Züripiet. 1952
- Täilti Liebi. Gschichten us em Züripiet. 1961
- Hüt und früener. Nöiji Geschichten us em Züripiet. 1966

### Theater
- Dokter Schlimmfürguet. Es Märlistuck, 1922
- De Schnydertraum. Ein lustiges Spiel mit ernstem Sinn, 1939
- Wachsendes Glück. Ein festliches Spiel, 1939
- De Tittitolgg. Es Bergstuck, 1939 (Musik: Rolf Liebermann)
- Gespräch am Abend. Pestalozzi im Töchterinstitut zu Iferten, 1946
- Ein Segenstag. Ein Pestalozzispiel, 1946
- Ring und Silberdolch. Kammerspiel in 5 Bildern, 1957

### Hörspiele/Radiosendungen
- Der Ring von Hallwyl. Hörspiel, 1940
- Der Wegweiser. Hörspiel, 1945
- Z’Züri uf der Wält. Betrachtungen, 1951
- De Baschti bin Soldate. Erinnerungen an die Grenzbesetzung 1939–1945, 1969

### Verschiedenes
- Kindertheater in der Schule. 1935
- Regine im Garten oder Das Gemüsejahr. Anbaubriefe von Feld zu Feld, 1941
- Lasst uns blühen! Begegnungen im Garten, 1950
- Die schönsten Bergblumen. 1953
- Der heitere Claudius. 1957
- Leben und Schreiben. Achtzig reiche magere Jahre, 1975

### Herausgeberschaften
- Samstag elf Uhr. Vorlesebuch, 1936
- Schwyzer Schnabelweid. E chruzwyligi Heimedkund i Gschichten und Prichten us allne Kantön, 1938
- Der Bogen. Eine Reihe dichterischer Kleinwerke, 1950–1964
- Briefe an einen Freund. Albin Zollinger an Traugott Vogel, 1955
- Holzschnitte. Künstler der Gegenwart, 1956